# My Little Pony: Equestria Girls (filme)
My Little Pony: Equestria Girls é um filme de animação, aventura e comédia de 2013 escrito por Meghan McCarthy e dirigido por Jayson Thiessen. O filme é baseado na franquia do mesmo nome e spin-off da série de animação My Little Pony: A Amizade É Mágica, exibida pelo canal Hub Network. Foi feito também para promover o  30º aniversário da linha de brinquedos My Little Pony. Foi lançado nos cinemas dos EUA e do Canadá em 15 de junho de 2013, no Brasil o filme foi lançado em 6 de outubro de 2013 no Discovery Kids e em Portugal o filme estreou no dia 4 de março de 2014 no Canal Panda.
O filme se passa após o final da terceira temporada da série e mostra a recém-coroada Princesa Twilight Sparkle indo até o mundo humano recuperar sua coroa, e lá conhece cinco garotas completamente diferentes e que se assemelham a suas amigas pôneis de Equestria, ela também conhece uma cruel inimiga, que no futuro se torna uma de suas amigas. Elas viram meninas quando passam pelo portal!

## Enredo
O filme começa com a imagem do Império do Cristal, com Twilight Sparkle, Spike e suas amigas desembarcando de um trem na estação e entrando no Castelo de Cristal para atender à primeira cúpula de princesas de Twilight após a coroação. Twilight está simultaneamente nervosa e animada (ou "nervimada" como sugere Pinkie) sobre a cúpula e diz que se sente um pouco envergonhada de usar sua coroa, mas seus amigos a consolam, acreditando que sua nova posição como princesa deve ser aceita. Na sala do trono, Twilight esbarra em um guarda real Pegasus, que a apresenta como "sua alteza, princesa Twilight Sparkle", e ela e seus amigos se reencontram com as Princesas Celestia, Luna e Cadence. Celestia toma conhecimento do cansaço de Twilight e seus amigos após a viagem e os manda para a cama. Algum tempo depois, Twilight coloca sua coroa, e novamente se sente insegura consigo mesma, questionando o que irá acontecer agora que ela é uma princesa. Spike garante a ela que irá ficar tudo bem, e os dois vão dormir (embora Twilight tenha tido alguns problemas em manter suas asas dobradas).
Mais tarde naquela noite, uma pônei de manto invade o castelo, passando discretamente pela patrulha de guardas reais e vai até o quarto de Twilight e Spike. Enquanto dormem, a pônei usa sua mágica de unicórnio para trocar a coroa de Twilight por uma falsa e tenta fugir com a verdadeira. No entanto, quando a unicórnio tenta escapar, ela acaba tropeçando da cauda de Spike, acordando os dois de seu sono profundo. Twilight, percebendo a coroa na bolsa da unicórnio, grita "Ladra!" e inicia a perseguição. Seus gritos acordam as outras cinco pôneis, que rapidamente se juntam à perseguição. Ela tenta agarrar a unicórnio, e a coroa acaba voando da bolsa e é teletransportada através de um espelho mágico. A égua ladra, com um sorriso sarcástico, se solta de Twilight e também entra no espelho, para o choque de todos. Na manhã seguinte, a Princesa Celestia identifica a unicórnio como Sunset Shimmer, sua ex-aluna. Ela começou seus estudos com Celestia um pouco antes de Twilight, mas se tornou cruel e desonesta, abandonando seus estudos, o que provavelmente a levou a roubar a coroa. Spike então mostra a coroa falsa deixada por ela, e Celestia deduz que Sunset Shimmer pensou que Twilight não notaria tão depressa que o objeto não é seu, e quando percebesse, seria tarde demais para recuperar a coroa verdadeira. Quando Twilight questiona à Celestia para onde Sunset foi, a princesa mostra-lhes o espelho.
O espelho é de fato um portal para outro mundo, um mundo alternativo, que se abre uma vez a cada trinta luas. Ele sempre foi guardado na sala do trono do Castelo Canterlot, mas quando a Princesa Cadance assumiu o Império do Cristal, o mandaram para lá. Celestia conta que presumia que Sunset Shimmer usaria este portal para retornar a Equestria e seguir seus conselhos, o que não aconteceu. A princesa Twilight então recebe a tarefa de se aventurar neste outro mundo para recuperar sua coroa; sem ela, os outros Elementos da Harmonia não terão poder e Equestria ficará sem um de seus mais importantes meios de defesa. A princesa Luna conta para Twilight que o Elemento não pertence ao lugar que Sunset chama agora de lar, e que sob sua posse, pode trazer mal aos habitantes deste outro reino. Infelizmente, esta missão tem uma lista de complicações. Primeiramente, Twilight deverá ir sozinha, pois mandando suas amigas pode criar confusão e afetar o equilíbrio do mundo alternativo. Além disso, ela ainda terá que recuperar a coroa em exatamente três dias, pois quando a lua atingir seu pico no céu à noite o portal se fechará e depois disso passarão mais trinta luas até que Twilight possa usá-lo de novo para retornar a Equestria.
Com o encorajamento de suas amigas, Twilight atravessa o espelho. Poucos momentos depois, Spike fica ansioso e o atravessa também.
Após o cruzamento entre os dois mundos, Twilight abre os olhos, e fica surpresa ao encontrar Spike (agora transformado em um cão roxo e peludinho), pois ele não poderia ter ido junto. Eles pelo menos sabem o que Spike é, pois se veem numa situação totalmente confusa ao tentar entender no que Twilight é. Ela se tornou uma criatura totalmente estranha para eles: uma adolescente humana. Os dois se encontram fora do que parece ser um castelo, e imediatamente iniciam a busca pela coroa. No entanto, Twilight tem dificuldades em se acostumar com seu novo corpo, aprendendo a andar de pé e a se locomover sem magia.
Na verdade,o castelo era uma escola, enquanto Twilight procurava a coroa, ela encontra Sunset Shimmer falando grosseiramente com outra pessoa, porém a Twilight não sabe que ela é a Sunset Shimmer e ela não imaginava que ela era a Twilight e depois que ela fala com a menina ela revela que a menina grosseira era Sunset Shimmer e Twilight descobre que ela se chamava Fluttershy (igual a sua amiga em Ponyville),e pergunta a ela onde está a coroa e diz que entregou a diretora Celestia (Igual a Princesa Celestia), Quando entrou na sala dela a diretora pergunta se ela se interessa em se candidatar a Princesa do Baile de Outono. Ela diz que não, e quando sai da sala da diretora, Spike a pergunta porque Twilight não pediu a coroa de volta. Ela diz que eles poderiam desconfiar de algo. Se algum deles entrasse em equestria andando em pé e usando suas mãos, os pôneis iriam os achar malucos , então ela percebe que o único jeito de recuperar sua coroa é sendo eleita a princesa do baile de outono de canterlot high. Twilight diz que era isso que ela iria fazer, e Spike a pergunta como ela iria fazer isso, e esta diz que não tem ideia. O sinal toca. No recreio, ela conta para Fluttershy que vai concorrer a princesa do baile de outono. Fluttershy, assustada derruba a tigela de frutas em Twilight. Ela diz que concorrer a princesa do baile de outono é uma ideia péssima, pois Sunset Shimmer queria ser a princesa do baile de outono, e que Twilight não imaginava o que ela fez com a garota que tentou concorrer com ela antes. Depois do recreio, ela procura a chefe do comitê de planejamento. Quando chega ao salão,  encontra uma garota que acaba se revelando Pinkie Pie. Twilight diz a ela que era ali onde encontrava a chefe do comitê de planejamento. Pinkie Pie diz a ela que não podia deixar a timidez de Fluttershy a enganar, pois ela sabia ser bem malvada (embora Twilight não ache que isso é verdade). Twilight fica assustada por elas não serem amigas. Ela diz que é aluna nova na escola. Pinkie Pie diz que acha que ela não parecesse familiar, mas diz que olhando bem ela deduz que Twilight tem uma irmã gêmea que mora na cidade e que tem um cachorro chamado Spike (o Spike dela de verdade) e ela diz que talvez...
(Enredo em construção...)

## Elenco
Shoichet, Shannon Chan-Kent, e Kazumi Evans interpretam as vozes cantantes de Twilight Sparkle, Pinkie Pie e Rarity, respectivamente. O filme também contém personagens de menor aparição e sem falas, que se popularizaram entre o público adulto da série, tais como Derpy Hooves e Vinyl Scratch.
| Personagem                | Voz original em Inglês                                           | Dublagem Brasileira                                                                 | Dobragem Portuguesa                         |
| ------------------------- | ---------------------------------------------------------------- | ----------------------------------------------------------------------------------- | ------------------------------------------- |
| Princesa Twilight Sparkle | Tara Strong Rebecca Shoichet (cantando)                          | Bianca Alencar Monica Toniolo (cantando)                                            | Cristina Basílio Sandra de Castro (canções) |
| Applejack/Rainbow Dash    | Ashleigh Ball Ela mesma (cantando)                               | Samira Fernandes Monica Toniolo (cantando)/Silvia Suzy Elisa Villon(cantando)       | Bárbara Lourenço/Sandra de Castro           |
| Fluttershy/Pinkie Pie     | Andrea Libman Ela mesma (cantando)/ Shannon Chan-Kent (cantando) | Priscila Ferreira Monica Toniolo(cantando)/Tatiane Keplmair Elisa Villon (cantando) | Cecília Henriques/Ana Vieira                |
| Rarity/Princesa Luna      | Tabitha St. Germain Kazumi Evans (cantando)                      | Priscila Franco Elisa Villon (cantando)/Fátima Noya                                 | Cecília Henriques/Ana Vieira                |
| Spike                     | Cathy Weseluck                                                   | Francisco Freitas                                                                   | Bárbara Lourenço                            |
| Sunset Shimmer            | Rebecca Shoichet                                                 | Fernanda Bullara                                                                    | Sandra de Castro                            |
| Flash Sentry              | Vincent Tong                                                     | Caio Guarnieri                                                                      | Sérgio Calvinho                             |
| Princesa Cadance          | Britt McKillip                                                   | Raquel Marinho                                                                      | Ana Vieira                                  |
| Princesa Celestia         | Nicole Oliver                                                    | Denise Reis                                                                         | Sandra de Castro                            |
| Big Mclntosh              | Peter New                                                        | Tatá Guarnieri                                                                      |                                             |
| Apple Bloom               | Michelle Creber                                                  | Isabella Guarnieri                                                                  | Sandra de Castro                            |
| Scootaloo                 | Madeleine Peters                                                 | Leila de Castro                                                                     | Bárbara Lourenço                            |
| Sweetie Belle             | Claire Corlett                                                   | Luciana Baroli                                                                      | Ana Vieira                                  |
| Snips                     | Lee Tockar                                                       | Fábio Lucindo                                                                       | Sandra de Castro                            |
| Snails                    | Richard Ian Cox                                                  | Fritz Gianvitto                                                                     |                                             |
| Trixie                    | Kathleen Barr                                                    | Michelle Giudice                                                                    | Ana Vieira                                  |

## Trilha sonora
Daniel Ingram anunciou via Twitter que estava trabalhando em seis novas músicas para o filme no estilo do pop moderno. Ele também anunciou a equipe que colaborou com a trilha musical: Trevor Hoffman para arranjos vocais, David Corman e Sam Ryan para a produção, e colaborando com McCarthy para as letras.
1. My Little Pony - Elenco
2. This Strange World (Este Mundo Novo Versões brasileira e portuguesa) - Twilight Sparkle (Rebecca Shoichet) [Monica Toniolo] {Sandra de Castro}
3. Equestria Girls - Twilight Sparkle, Applejack, Fluttershy, Pinkie Pie, Rainbow Dash, e Rarity (Rebecca Shoichet, Ashleigh Ball, Andrea Libman, Shannon Chan-Kent, Kazumi Evans) [Monica Toniolo e Elisa Villon] {Ana Vieira, Bárbara Lourenço, Sandra de Castro}
4. Time to Come Together (Vamos Arrumar Tudo Versão brasileira/Hora da Nossa União Versão portuguesa) - Twilight Sparkle, Applejack, Fluttershy, Pinkie Pie, Rainbow Dash, e Rarity (Rebecca Shoichet, Ashleigh Ball, Andrea Libman, Shannon Chan-Kent, Kazumi Evans) [Monica Toniolo e Elisa Villon] {Ana Vieira, Sandra de Castro}
5. This Is Our Big Night (Chegou a Grande Noite Versão brasileira/Está Quase a Começar Versão portuguesa) - Twilight Sparkle, Applejack, Fluttershy, Pinkie Pie, Rainbow Dash, e Rarity (Rebecca Shoichet, Ashleigh Ball, Andrea Libman, Shannon Chan-Kent, Kazumi Evans) [Monica Toniolo e Elisa Villon] {Ana Vieira, Sandra de Castro}
6. This Is Our Big Night (Reprise) (Chegou a Grande Noite Versão brasileira/Vem Daí Dançar Versão portuguesa) - Twilight Sparkle, Applejack, Fluttershy, Pinkie Pie, Rainbow Dash, e Rarity (Rebecca Shoichet, Ashleigh Ball, Andrea Libman, Shannon Chan-Kent, Kazumi Evans) [Monica Toniolo e Elisa Villon] {Ana Vieira, Sandra de Castro}
7. Créditos Finais: A Friend for Life (Amigo Pra Sempre Versão brasileira/Amiga P'ra Sempre Versão portuguesa) - Jerrica Santos [Monica Toniolo] {Ana Vieira, Bárbara Lourenço}

O compositor Will Anderson, que forneceu a trilha do filme, disse que a maior parte da música de fundo permanece consistente com o programa de televisão, embora "com elementos do rock moderno de vez em quando".

## Produção
Antes do anúncio do filme, a Hasbro tinha usado o termo "Equestria Girls" como parte de uma paródia musical para anunciar o show no Hub Network ao longo de 2011, com base na música de Katy Perry "California Gurls". Embora os fãs havia registrado o domínio do nome do site "equestriagirls.com", mais tarde este fora encerrado e tomado pela Hasbro.
A especulação inicial sobre o filme foi encontrada através de registros da marca "Equestria Girls" pela Hasbro no final de 2012. O filme foi confirmado pela revista Kidscreen durante a American International Toy Fair em Fevereiro de 2013. O vice-presidente sênior da Hasbro de distribuição e desenvolvimento internacional, Finn Arnesen, disse que My Little Pony é uma "prioridade máxima" da marca para a empresa, e o filme foi descrito como "uma nova série inovadora", onde "os nossos heróis pôneis são enviados em um missão para um mundo novo onde eles tomam a forma humana." O filme foi formalmente anunciado no jornal The New York Times em Maio de 2013. Para manter a continuidade com o show, a Hasbro usou a mesma equipe de roteiristas para o filme, incluindo a supervisão de Meghan McCarthy, que considerou a história como sendo "uma extensão da nossa mitologia". O filme faz parte da comemoração do 30º aniversário da marca My Little Pony. McCarthy afirmou que com a nova marca "Equestria Girls", podemos explorar diferentes aspectos das relações que, no mundo pônei não chegaram a trabalhar o mesmo que eles fazem quando você os colocam em uma configuração de ensino médio", tornando assim o trabalho mais atraente para as meninas mais velhas que estão no ensino médio ou fundamental.
Junto com o filme, a Hasbro planeja produzir mercadorias relacionadas, incluindo brinquedos, vestuário, e acessórios. O diretor de marketing da Hasbro, John A. Frascotti, chamou o filme e a mercadoria associada de uma "grande iniciativa estratégica" para a empresa. Uma história curta especial, contando as origens de Sunset Shimmer, foi publicada no IDW My Little Pony: Friendship Is Magic 2013 San Diego Comic, em Julho de 2013. Também incluiu histórias adicionais em uma edição independente em Outubro de 2013. Atualmente, esta revista não está disponível no Brasil.
Ao escrever o roteiro do filme, Meghan McCarthy voltou para o enredo do piloto da série de televisão, onde Twilight é enviada para Ponyville pela primeira vez e é forçada a conhecer novos amigos. Ela queria fazer o mesmo com o filme, neste caso colocando Twilight em um novo mundo onde ela voltaria a ser forçada a fazer novos amigos para ter sucesso em sua missão.

## Lançamento
My Little Pony: Equestria Girls estreou no Los Angeles Film Festival em 15 de junho de 2013. O evento contou com participações de várias pessoas da equipe de produção e os dubladores do filme. O filme foi então apresentado em cinemas selecionados, com cerca de 200 salas de cinema em todo os Estados Unidos e Canadá, começando em 16 de junho de 2013.
No Brasil, o filme estreou diretamente na televisão através do canal Discovery Kids no dia 6 de outubro de 2013, às 10h00. Em Portugal, o filme teve sua pré-estreia em 22 de fevereiro de 2014, às 11h00, no cinema Zon Lusomundo Colombo, em Lisboa. Sua estreia oficial na televisão foi através do Canal Panda no dia 4 de março de 2014, às 16h00.

## Recepção

### Audiência
O filme estreou no canal Hub Network em 1º de Setembro de 2013. De acordo com uma pesquisa, ele foi visto por Crianças 2-11 (+206%), Meninas 2-11 (+505%), Crianças 6-11 (+591%), Meninas 6-11 (+1056%), Adultos 18-49 (+463%), Mulheres 18-49 (+460%), Adultos 25-54 (+500%), Mulheres 25-54 (+558%), Pessoas 2+ (+289%), e Famílias (+279%). No Reino Unido, 93 mil espectadores assistiram a transmissão televisiva no canal inglês Pop, a maior audiência da semana inteira.

### Recepção da crítica
My Little Pony: Equestria Girls recebeu críticas mistas da crítica especializada. Antes do lançamento do filme, várias mães afirmaram ao New York Daily News terem ficado preocupadas, informando sobre as personagens do filme, descrevendo o visual dos personagens humanizados como "muito sexy", "anoréxico", "voltando à Barbie original" ou "parecendo com bonecas Bratz", e vários temiam permitir que seus filhos sejam influenciados pela aparência. No entanto, alguns consideraram razoável com outros meios de comunicação atuais, como A Pequena Sereia, com um dos pais afirmando que não é "pior do que a Ariel em um top de biquíni por duas horas". A revista Slate's Amanda Marcotte considerou que a mudança dos personagens para a forma humana era para popularizar o filme com os fãs adultos do show, que afirma "expressarem um forte interesse em ver os pôneis em formas sensuais, humanizados". No entanto, muitos destes fãs adultos expressaram desapontamento com o anúncio do filme e com os personagens, considerando que o filme está tentando agradar a este público mais velho, e que a abordagem "vai contra tudo o que a série estava tentando provar".

## Sequência
Uma sequência do filme intitulada My Little Pony: Equestria Girls – Rainbow Rocks foi anunciada em meados de fevereiro de 2014, e foi lançada em 27 de setembro de 2014 nos Estados Unidos. E no Brasil o filme foi lançado em 9 de novembro e em Portugal o filme foi lançado em 8 de dezembro do mesmo ano.